# 双方向散乱分布関数
双方向散乱分布関数 (そうほうこうさんらんぶんぷかんすう、英: bidirectional scattering distribution function、BSDF) とは、物体表面での光の散乱を計算するために使用される拡散近似モデルである。CGなどで使われる。

## 概要

BRDFとBSSRDFの比較

カーネギーメロン大学のポール・ヘックバート（Paul S. Heckbert）博士が最初に導入した。
一般的には双方向反射率分布関数 (BRDF、bidirectional reflectance distribution function) と双方向透過分布関数 (BTDF、bidirectional transmittance distribution function) を合わせたものを指す用語として使用される。物体をブラックボックスとみなし、光線が物体の表面の一つの点から出入りするものと考え、その一つの点における入射光と出射光（反射光および透過光）を考える。
また、双方向散乱面反射率分布関数 (BSSRDF、Bidirectional scattering-surface reflectance distribution function) など、全てのBxDF関数を合わせた物を指す用語としてBSDFが使われることもある。BRDFでは光線が物体の表面の一つの点から出入りするものと考えるのに対し、BSSRDFでは表面下散乱（SSS、サブサーフェイス・スキャタリング）などを考慮し、光線が物体の表面の異なる2点間を移動する場合を考える。